# ジョセフ・ブラットン
ジョセフ・K・ブラットン（Joseph K. Bratton, 1926年4月4日 - 2007年6月2日）は、アメリカの軍人、原子力工学者。アメリカ陸軍工兵隊の将校で、工兵隊長などを務めた。最終階級は中将。

## 経歴
1926年、ミネソタ州セントポールに生まれる。1948年、陸軍士官学校を卒業し、工兵隊に配属される。1949年から1952年まではオーストリア駐留の工兵大隊に勤務し、1953年から1954年までは韓国駐留の第13工兵戦闘大隊に勤務。その後、ドイツ駐留の第4機甲師団第24工兵大隊の大隊長を経て、第159工兵集団の指揮官としてベトナム戦争に参加する。こうした工兵としての職務の他、ブラットンはいくつかの参謀職も務めている。1967年から1969年まではスタンリー・リーザー陸軍長官の軍事補佐官を務め、1970年から1972年まで統合参謀本部付秘書官を務めた。また1959年にマサチューセッツ工科大学にて原子力工学の修士学位（master's degree）を修得していた事から、1972年から1975年までは欧州連合軍最高司令部（SHAPE）付の核活動責任者を務めた。工兵隊南太平洋方面司令官を1979年から1980年まで務め、1980年から1984年まで工兵隊総司令官として務めた後、中将の階級で退役した。
2007年6月2日、動脈瘤により81歳で死去。アーリントン国立墓地に埋葬された。

## 受章歴
| Bronze oak leaf cluster · Bronze oak leaf cluster     |  |                                                                             |                           |
| Bronze oak leaf cluster                               |  | Bronze oak leaf cluster · Bronze oak leaf cluster · Bronze oak leaf cluster |                           |
|                                                       |  | Bronze oak leaf cluster                                                     | Bronze star · Bronze star |
| Bronze star · Bronze star · Bronze star · Bronze star |  |                                                                             |                           |

| 1段目 | 防衛殊勲章                 | 陸軍殊勲章                 | レジオン・オブ・メリット     |                      |
| 2段目 | 銅星章                     | 統合作戦称揚章             | 陸軍称揚章                   | 陸軍業績章           |
| 3段目 | 第二次世界大戦戦勝記念記章 | 占領軍記章                 | 国防従軍章                   | 朝鮮戦争従軍記章     |
| 4段目 | ベトナム戦争従軍記章       | 国軍名誉勲章（南ベトナム） | 国連メダル朝鮮戦争章（国連） | ベトナム戦線記念記章 |